# Стоев, Куньо Димитров
Куньо Димитров Стоев (9 июня 1914, Крумово, Ямболская область Болгария — 15 декабря 1982, София, Болгария) — болгарский растениевод и фитофизиолог.

## Биография
Родился 9 июня 1914 года в селе Крумово. Вскоре после рождения переехал в Софию и посвятил этому городу всю свою оставшуюся жизнь. В 1935 году он поступил в СофГУ, который окончил в 1940 году. Администрация оставила дипломированного специалиста у себя, и вплоть до середины 1940-х года Стоев работал на кафедре виноградарства. В 1940-х годах поступил на аспирантуру в Кубанский сельскохозяйственный институт в Краснодаре, который он окончил в 1948 году. В 1953 году был избран директором Института виноградарства и виноделия в Плевене, данную должность он занимал вплоть до 1963 года, одновременно с этим с 1957 по 1963 год занимал должность профессора физиологии растений и виноградарства. С 1971 по 1975 год занимал должность ректора Сельскохозяйственной академии имени Георгия Димитрова в Софии. В 1976 году вошёл в политику — с 1976 по 1982 год работал в аппарате ЦК БКП. Лауреат Димитровской премии НРБ (1962) и премии Международной организации по виноградарству.
Скончался 15 декабря 1982 года в Софии.

## Научные работы
Основные научные работы посвящены физиологии, биохимии, агротехнике и селекции винограда.
- Проанализировал опыт возделывания винограда в других странах.
- Разработал научные основы культуры винограда в Болгарии.

## Членство в обществах
- 1972-82 — Иностранный член ВАСХНИЛ.
- Почётный доктор Будапештского университета.
- Член Болгарской АН.
- Член-корреспондент Итальянской академии виноградарства.